# Actors Studio

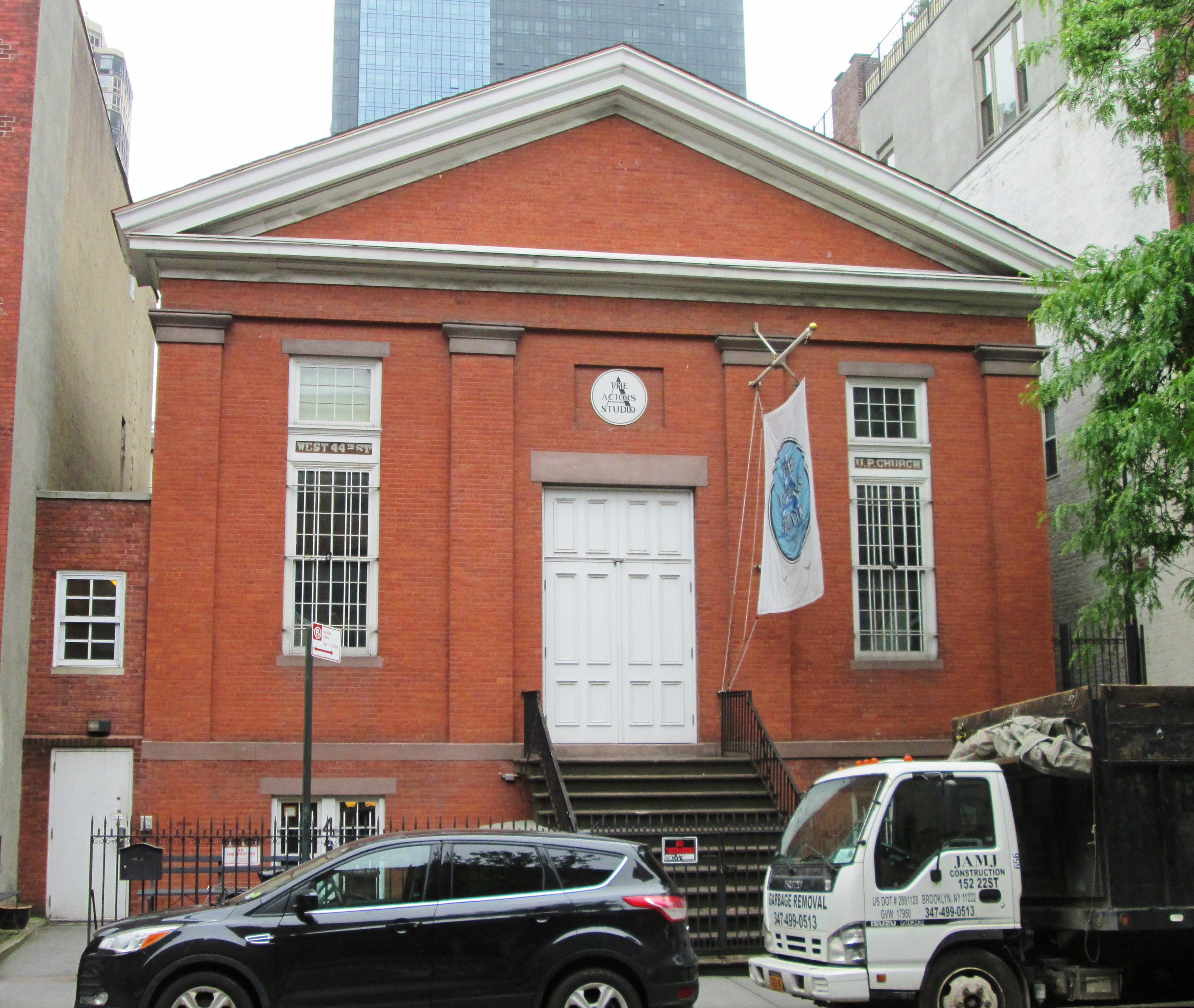
Actors Studio, 2018.

Actors Studio är en skola för yrkesskådespelare beläget i bostadsområdet Hell's Kitchen på Manhattan i New York. Den bildades 1947 av Lee Strasberg, Elia Kazan, Cheryl Crawford och Robert Lewis. Skolans medlemmar är inbjudna eller invalda.
1948 blev Lee Strasberg teaterpedagog vid Actors Studio och där lärde han ut metodskådespeleri, baserat på ryssen Konstantin Stanislavskijs teorier.

## Hedersmedlemmar i urval
Ett urval av Actors Studios hedersmedlemmar ("Lifetime Members"):
- Beatrice Arthur
- Alec Baldwin
- James Baldwin
- Martin Balsam
- Anne Bancroft
- Michael Bennett
- Marlon Brando
- Roscoe Lee Browne
- Ellen Burstyn
- Jill Clayburgh
- Montgomery Clift
- Bradley Cooper
- Common
- James Dean
- Robert De Niro
- Sandy Dennis
- Robert Duvall
- Sally Field
- Jane Fonda
- Anthony Franciosa
- Ben Gazzara
- Lee Grant
- Lorraine Hansberry
- Julie Harris
- Dustin Hoffman
- Celeste Holm
- Kim Hunter
- William Inge
- Elia Kazan
- Harvey Keitel
- Shirley Knight
- Martin Landau
- Stephen Lang
- Cloris Leachman
- Melissa Leo
- James Lipton
- Norman Mailer
- Karl Malden
- Walter Matthau
- Steve McQueen
- Marilyn Monroe
- Paul Newman
- Jack Nicholson
- Clifford Odets
- Al Pacino
- Geraldine Page
- Estelle Parsons
- Sidney Poitier
- Sydney Pollack
- Jerome Robbins
- Mark Rydell
- Mark Rylance
- Eva Marie Saint
- Maureen Stapleton
- Rod Steiger
- Lee Strasberg
- Eli Wallach
- Lesley Ann Warren
- Gene Wilder
- Shelley Winters
- Tennessee Williams
- Joanne Woodward